# Данијел Брикли
Данијел Брикли (енгл. Daniel Brickley — Солт Лејк Сити, 30. март 1995) професионални је амерички хокејаш на леду који игра на позицији одбрамбеног играча.
Члан је сениорске репрезентације Сједињених Држава за коју је на међународној сцени дебитовао на светском првенству 2017. године. На том првенству Брикли је уједно заиграо и свој први професионални меч у каријери.